# ホアン・モヒカ
ホアン・アンドレス・モヒカ・パラシオ（スペイン語: Johan Andrés Mojica Palacio、スペイン語発音: [ˈxoan moˈxika]、1992年8月21日 - ）は、コロンビア・サンティアゴ・デ・カリ出身のサッカー選手。ラリーガ・RCDマジョルカ所属。ポジションはDF。コロンビア代表。

## クラブ経歴
アカデミアFCで選手となり、2011年6月25日に初出場。2012年にジャネロスFCに移籍。2013年1月に期限付き移籍でデポルティーボ・カリに加入。3月30日にカテゴリア・プリメーラAで初出場となった。
2013年7月5日にリーガ・エスパニョーラ・プリメーラ・ディビシオンのラージョ・バジェカーノに1年の期限付き移籍で加入。9月15日のマラガCF戦でセバスティアン・フェルナンデスに代わって出場しスペインデビュー。2014年7月28日に4年契約でラージョ・バジェカーノに完全移籍。すぐにセグンダ・ディビシオンのレアル・バリャドリードに期限付き移籍した。ここでは左ウイングとして起用された。2015年8月6日にレンタル期間を1年延長した。2017年1月31日に同じくセグンダ・ディビシオンのジローナFCに半年の期限付き移籍。2016-17シーズンにジローナは史上初の1部昇格を決めると、彼のレンタル期間も1年延長された。
2020年9月22日、アタランタBCへのローン移籍が発表。しかし、2021年1月にローン移籍先をエルチェCFに変更した。2021年8月8日、エルチェCFに完全移籍し、3年契約を交わした。2022年9月1日、ビジャレアルCFに4年契約で加入。2023年7月26日、2023-24シーズンはCAオサスナへレンタル移籍することが決定した。2024年7月23日、RCDマジョルカに3年契約で移籍した。

## 代表経歴
2015年3月22日、バーレーン代表、クウェート代表戦に臨むコロンビア代表メンバーに選ばれた。26日のバーレーン代表戦でフアン・フェルナンド・キンテロに代わって出場し代表初出場、79分にアンドレス・レンテリアのアシストをゴールに決めて代表初得点、82分にはレンテリアにアシストをして代表初アシストも記録した。
2018年5月に2018 FIFAワールドカップに出場するコロンビア代表の予備登録メンバー35人に選ばれ、最終メンバー23人に残った。

## 代表歴

### 出場大会
- コロンビア代表
  - 2018 FIFAワールドカップ

### 試合数
2024年7月14日現在
- 国際Aマッチ 31試合 1得点（2015年-）[20]

| コロンビア代表 | 国際Aマッチ | 国際Aマッチ |
| 年             | 出場        | 得点        |
| -------------- | ----------- | ----------- |
| 2015           | 2           | 1           |
| 2018           | 6           | 0           |
| 2019           | 1           | 0           |
| 2020           | 4           | 0           |
| 2021           | 4           | 0           |
| 2022           | 4           | 0           |
| 2023           | 1           | 0           |
| 2024           | 9           | 0           |
| 通算           | 31          | 1           |

### 得点
| # | 開催日        | 開催地                                       | 対戦国     | スコア | 結果 | 大会     |
| - | ------------- | -------------------------------------------- | ---------- | ------ | ---- | -------- |
| 1 | 2015年3月26日 | リファー、バーレーン・ナショナル・スタジアム | バーレーン | 5-0    | 6-0  | 親善試合 |